# 사가미 철도
사가미 철도 주식회사(일본어: 相模鉄道株式会社, さがみてつどう かぶしきがいしゃ)는 일본의 철도 회사 가운데 하나이다. 가나가와현에 철도 노선을 가지며 대규모 사철에 분류된다. 버스 사업도 운영하고 있다. 약칭은 소테쓰(일본어: 相鉄)이다.
본사는 가나가와 현 요코하마시 니시구에 위치한다.
교통카드 PASMO 및 상호 이용되는 카드가 유효하다.

## 철도 사업

### 철도 노선
- 본선(요코하마 ~ 에비나)
- 이즈미노 선(후타마타가와 ~ 쇼난다이)
- 아쓰기 선(화물선)

#### 옛날 철도 노선
- 사가미 선 - 1944년에 국유화(國有化)되어 1987년부터는 동일본 여객철도가 운영한다.

### 철도 차량

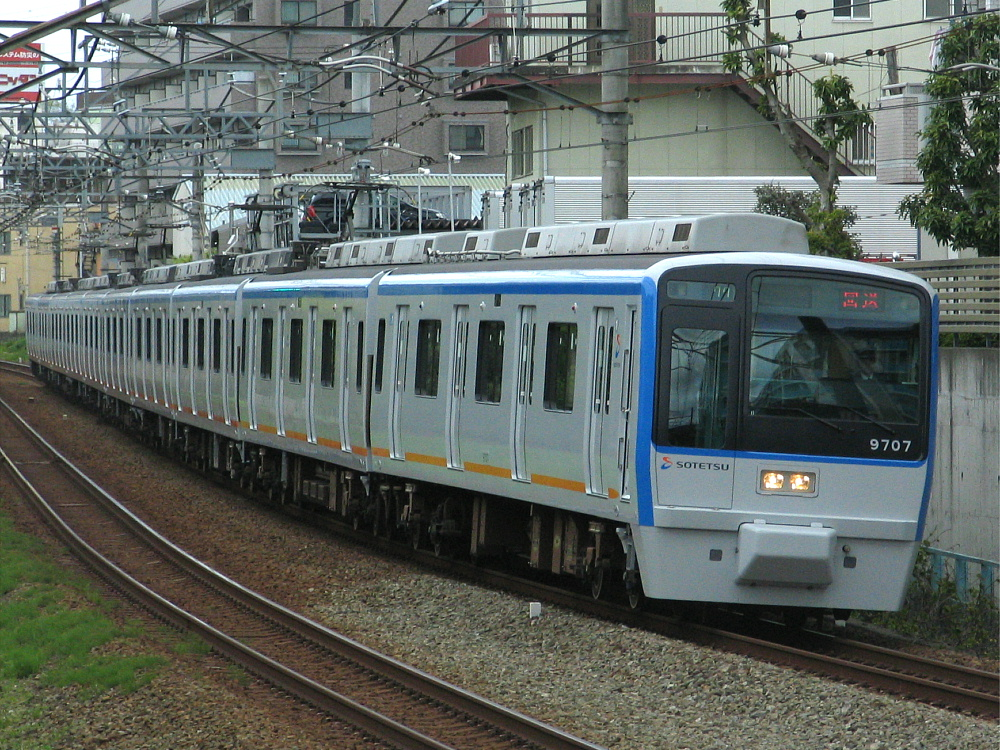
20000계
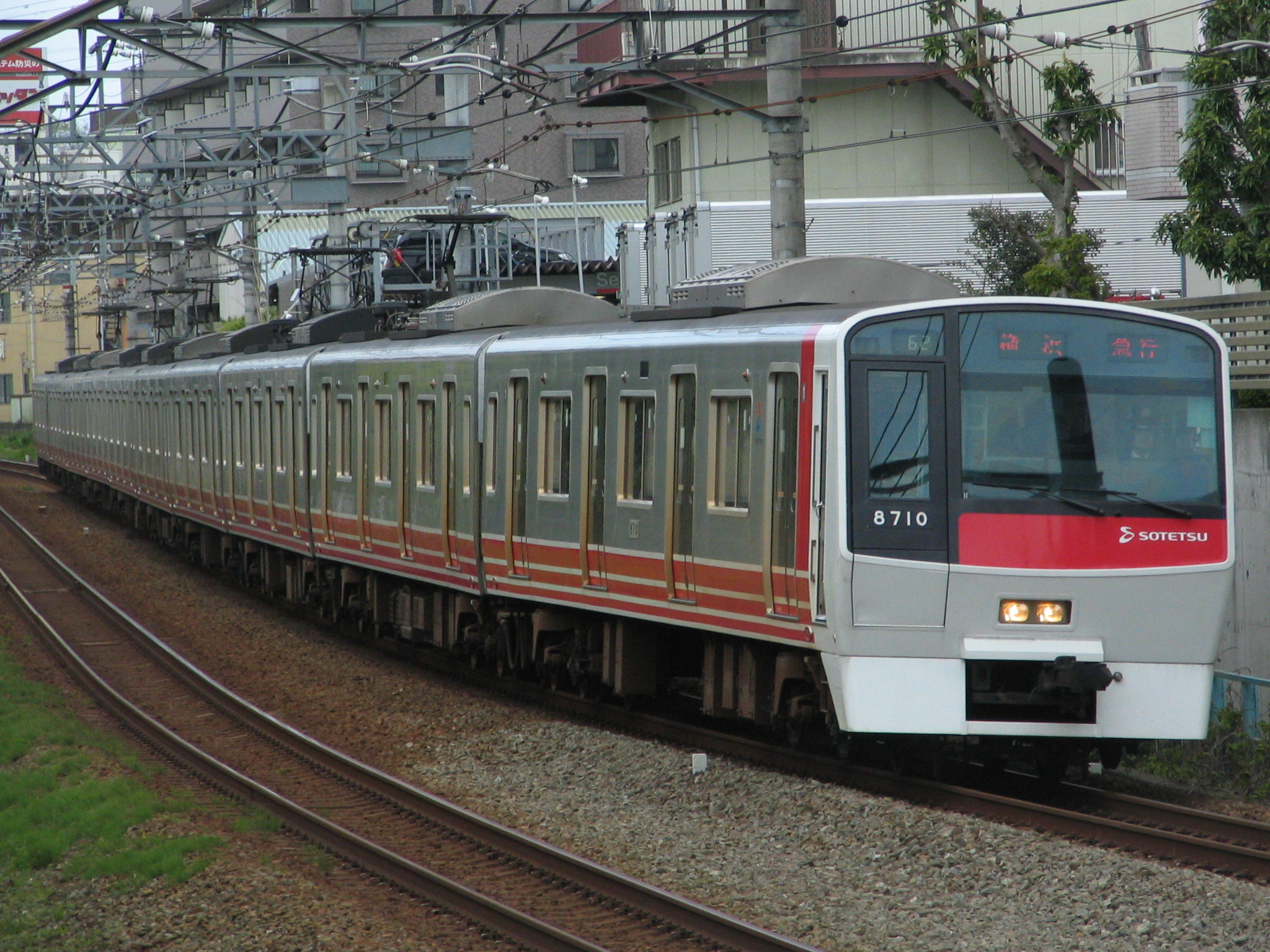
8000계(옛날 도색)
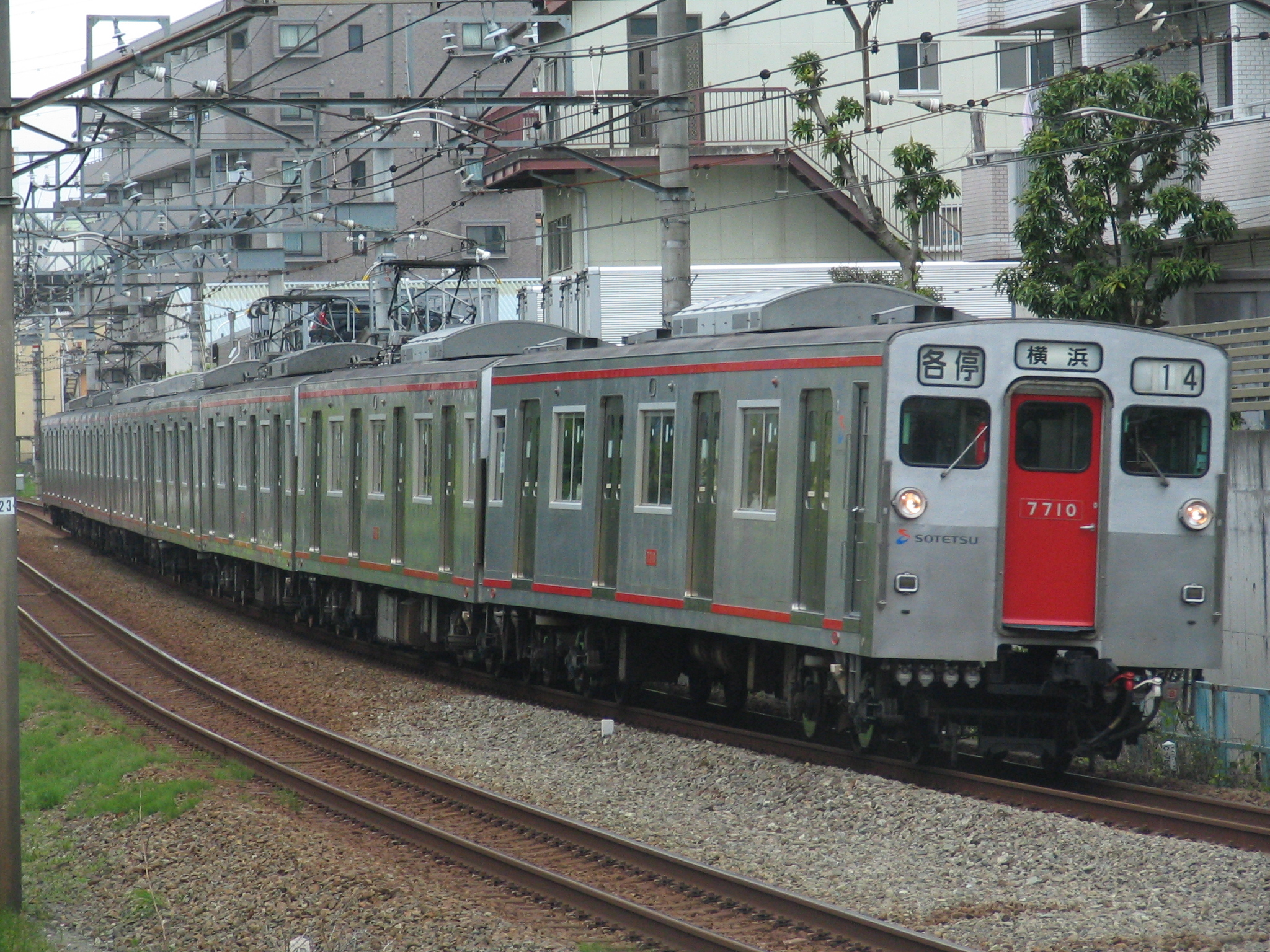
7000계(옛날 도색)
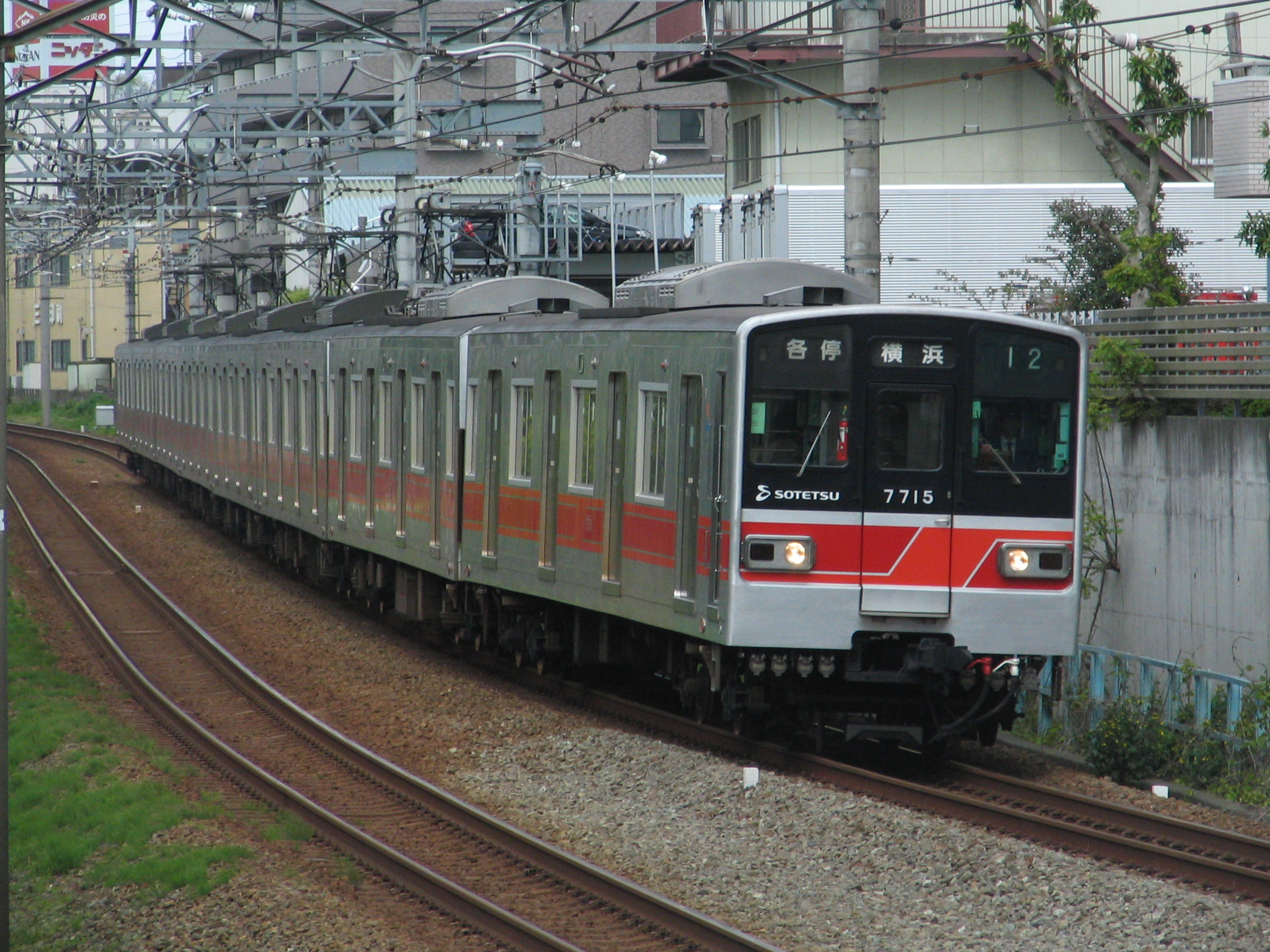
7000계(옛날 도색)
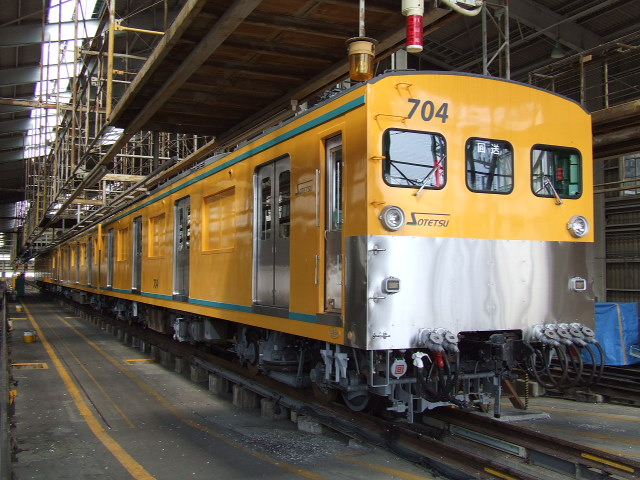
모야 700계(사업 전용 전동차)

- 12000계
- 11000계
- 10000계
- 9000계
- 8000계
- 7000계·모야 700계
- 5000계

- 9000계
- 8000계(옛날 도색)
- 7000계(옛날 도색)
- 7000계(옛날 도색)
- 모야 700계(사업 전용 전동차)

## 같이 보기
- 소테쓰 버스